# Bewerbungsflyer
Ein Bewerbungsflyer ist eine moderne Variante der Initiativbewerbung. Meistens handelt es sich um ein zweifach gefalztes DIN A4-Blatt im Querformat. Der Flyer enthält meist eine Kurzfassung des Bewerbungsanschreibens, außerdem werden die letzten Tätigkeiten des Bewerbers in ihm genannt. Hier unterscheidet er sich von einem Lebenslauf, da keine Jahreszahlen und Firmennamen angegeben werden, sondern nur die Positionen und Tätigkeiten mit Angabe der Tätigkeitsdauer.
Der Bewerbungsflyer ist weder eine Alternative zu einer vollständigen Bewerbungsmappe, noch eignet er sich als Wurfsendung. Er kann jedoch als erweiterte Visitenkarte bei einem persönlichen Gespräch, z. B. bei einer Jobbörse, hilfreich sein.